# Flimsov plaz
Flimsov plaz je največji znan plaz v Alpah, ki se je sprožil pred približno 10.000 leti v današnji vzhodni Švici in je največji na svetu, katerega učinki so še vedno vidni. Premaknilo se je okoli 12 km³ skal, približno 300-krat več kot pri zgodovinskem švicarskem plazu Goldau. Mesto Flims je bilo morda na črti zdrsa in je takrat izginilo pod nanosom. Severno nasproti Flimsovega plazu stoji 350 m visoka pečina Flimserstein, kjer je jasno vidnih več zahodnih zdrsov. Južno od Flimsa je veliko gričevnato uničeno območje, ki je ostalo gozd, saj ni primerno za kmetovanje zaradi svoje oblike in še bolj zaradi pomanjkanja vode. Reka Ren prečka to naplavino v soteski, imenovani Ruinaulta. Ren danes še vedno teče v nanosu plazu, kar pomeni, da še ni dosegel ravni pred njim. Najvišja vzpetina na območju naplavin je skoraj 200 metrov višja kot Flims na koncu drsne ploskve.

## Pokrajina
Vrh drsne ploskve je na nadmorski višini 2700 m severno od  Flimsa pri gori Fil de Cassons, konec drsne ploskve pa na približno 1100 m. Dolino naj bi prekril na 600 m dolžine. Skala je apnenec, datiran v mezozoik, vsebuje lapor, kot zdrsa je (le) 20° do 25°. Nanos je pokrival površino 40 km². Pritisk je stisnil drobir v skoraj stabilno skalo. Glede na reko Ren na dnu doline je bil nanos visok okoli 600 m. Ta nanos je zgradil jez na kraku zgornjega Rena, imenovanem Vorderrhein, in ustvaril jezero na območju Ilanza. Ugotovljeno je bilo, da je bila raven jezera na največ 840 m nadmorske višine, kar pomeni, da je bilo jezero dolgo približno 16 km.

## Datacija
Clemens Augenstein z Geološkega inštituta Švicarske državne tehniške visoke šole v Zürichu (Geologisches Institut der ETH Zürich) je s profesorjem Flaviom Anselmettijem raziskoval sediment v majhnem jezeru, imenovanem Dachlisee, 1137 metrov visoko v bližini Obersaxna. Endoreično jezero leži nasproti Flimsa, okoli 9,7 km stran. Iskali so prah kot dokaz, da je bil posledica plazu ogromen oblak prahu. Z vrtanjem v usedlino so našli zakoreninjen apnenčasti prah. Z uporabo karbonske datacije apnenčastega prahu je bilo ugotovljeno, da je star 10.055 let (okoli 195 let več ali manj).
Drugi vir je les, ki je bil v notranjosti naplavin 3,2 km gorvodno od ustja reke Rabiusa, ki je bila prekrita z masivno kamnino iz prostora Fil de Cassons. Da je dogodek starejši, potrjuje karbonska datacija.

## Sistem tokov
Po zdrsu je večina vode ušla skozi zgornji del nasutega materiala. Več rek v Alpah in tudi na Škotskem je izginilo. Jezera na območju nasutega materiala se še vedno obnašajo tako kot Caumasee. Jezero Ilanz je bilo že 1000 do 2000 let pred tem, ko je voda prerezala naplavine in ustvarila sotesko.

## Znamenitosti
- Dutjen nad Valendasom je nasproti in ponuja dober razgled.
- Žičnica od Flimsa do Cassonsgrata vozi do odlomnega roba plazu. Je tudi več različnih pohodnih poti. Vzpon čez Val Bargis je verjetno najlepši, čeprav se ne vidi območje plazu vse do vrha.[3]
- Retijska železniška proga prečka Ruinaulto blizu reke Ren. Razen dostopa do železniških postaj v tem prostoru ni nobene ceste ali parkirišča. Skozi dve tretjini soteske vodi pešpot in je bila zgrajena med letoma 2010 in 2011.
- V Connu je na nanosu razgledna ploščad v obliki hudournika s pogledom na sotesko Ruinaulte.
- Organizirano je raftanje po Renu.